# 篠原鋭一
 篠原 鋭一 （しのはら えいいち、1944年-）は、日本の曹洞宗の僧侶（長寿院住職）、NPO法人自殺防止ネットワーク風理事長。

## 略歴
兵庫県豊岡市の寺院に生まれる。3歳時に父が亡くなり、母と共に他のお寺に移る。駒澤大学仏教学部を卒業後、仏教系の財団法人に勤める。1979年、曹洞宗東南アジア難民救済会議（JSRC、現、シャンティ国際ボランティア会）の結成に参加。カンボジアの難民キャンプで教育活動に携わる。
その後、無着成恭師の紹介で千葉県成田市名古屋の曹洞宗長寿院の住職となり、周辺の大学に通う留学生を対象に研究書代の費用援助活動、留学生の出身である中国少数民族の教育活動に従事。
自身のくも膜下出血での自殺未遂をきっかけに、1995年から自殺対策活動を開始。
曹洞宗人権啓発相談員、同宗千葉県宗務所所長、「できることからボランティア会」代表を歴任。

### 受賞歴
- 1994年、カンボジア国王より長年の教育援助活動に対し「国家建設功労賞」受賞

## 著書
- 『みんなに読んでほしい本当の話 - 第1集〜第４集』興山舎、2006年〜
- 『もしもし、生きてていいですか？』ワニブックス、2010年
- 『新仏教布教感動法話素材365日大事典 - 実践・例話編 - 現代人におくる泣き笑い法話』四季社、2011年
- 『どんなときでも、出口はあるよ』WAVE出版、2013年
- 『この国で自死と向き合う』ヒトリシャ、2013年
- 『この世でもっとも大切な話 ー 悩める人と共にある和尚の実話30』興山舎、2017年

### 共著
- 『いのちとうとし - 子どもたちに贈る千字メッセージ :十六人のお坊さんより』仏教タイムス社、2005年

### 論文など
- CiNii>篠原鋭一

### インタビュー
- こころの時代「いのち 人と人との間に」（2009年6月1日）前編・後編
- ミシマガジン「第23回 長寿院・篠原鋭一さん―自殺防止と教育支援、2つのライフワークに命を懸けて」（2011年3月1日） ― 前編・後編